# 危険なビーナス
『危険なビーナス』（きけんなビーナス）は、東野圭吾による日本のミステリー小説。2016年8月26日に講談社から刊行されたのち、2019年8月9日に文庫化された。正義感が強く、美女に弱い獣医師が異父弟の失踪をきっかけに妻を名乗る女性に翻弄されながらも、名家の遺産を巡る謎に挑んでいく。
2020年10月からTBS系「日曜劇場」でテレビドラマ化。

## あらすじ
ある日、独身の獣医である手島伯朗のもとへ、異父弟にして資産家である明人が失踪したと電話が入る。連絡をしてきた楓は明人の妻だと名乗り、一緒に明人を探して欲しいと協力を依頼される。楓は夫の失踪の原因を探るため、明人の親族に近づいていく。明人の失踪の原因は相続するはずの莫大な遺産なのか。楓とともに明人を追っていくなか、明るくしたたかで魅力的な彼女に伯朗は惹かれていくが、同時に遺産争いにも巻き込まれていく。

## 登場人物
手島伯朗（てしま はくろう）
獣医師。独身で正義感は強いが、美女には殊更弱い面がある。そのため、｢なんてことは起きないとは限らない。」と思いながら妄想する癖がある。ある日、異父弟の明人の妻を名乗る女性から夫が失踪したことを電話で告げられる。
楓
伯朗に電話をかけてきた女性で、伯朗の異父弟である明人の妻を名乗る。
明人
伯朗の異父弟。妻を名乗る楓によれば、ある日突然失踪したらしい。

## 書誌情報
- 単行本
  - 2016年8月26日発売、講談社、ISBN 978-4-06-220240-4
- 文庫本
  - 2019年8月09日発売、講談社文庫、ISBN 978-4-06-516583-6

## テレビドラマ
2020年10月11日から12月13日までTBS系「日曜劇場」枠で放送されていたテレビドラマ。全10回。
主演は妻夫木聡で、妻夫木のTBS系連続ドラマ主演及び出演は2004年4月期の日曜劇場『オレンジデイズ』以来16年振りである。
ヒロインの吉高由里子はTBS系連続ドラマの出演は2019年4月期の火曜ドラマ『わたし、定時で帰ります。』以来1年振りの出演で、日曜劇場枠の出演は2007年4月期の『冗談じゃない!』以来13年振りだが、この時は1話だけのゲスト出演だったため、レギュラーキャストとしては初出演となる。
本来は2020年10月期以降に放送開始予定だったが、新型コロナウイルス感染拡大防止により7月期に放送予定だった『ドラゴン桜（第2シリーズ）』の製作開始の目処が立たなくなったことから2021年まで延期が発表され、その前倒しの形で今作品の放送が決定した。なお、『ドラゴン桜（第2シリーズ）』が放送予定だった2020年7月期は本来は同年4月期に放送予定が新型コロナウイルス感染拡大のために撮影が遅れていた『半沢直樹（第2シリーズ）』が放送されて、『ドラゴン桜（第2シリーズ）』は2021年4月期に放送された。
東野によると、原作小説ではミステリー要素を重視するために省略（本人曰く「泣く泣く我慢」）した「面白いピース」があるといい、その分はドラマ制作陣や出演者に「思い切り好きなように遊んでもらいたい」とコメントした。
TBSテレビ（関東ローカル）のみ『私の翼たち』の終了から『スポーツを止めるな』の開始までの改編期間中は、日曜劇場は初回から第3話まで放送時間を6分拡大した（21:00 - 22:00）。ただしTBSテレビ以外はこれまで通り21:54で終了するように打ち切りポイントが設置された。
第1話は第75回文化庁芸術祭参加作品として放送された。

### キャスト
手島伯朗（てしま はくろう）〈38〉
演 - 妻夫木聡（幼少期：森島律斗）
池田動物病院で院長代理を務める独身の獣医師。
矢神楓（やがみ かえで）〈30〉
演 - 吉高由里子
異父弟である明人の妻と名乗る謎の美女。旧姓は古澤。
矢神勇磨（やがみ ゆうま）〈40〉
演 - ディーン・フジオカ（幼少期：石毛宏樹）
矢神家の養子で都内に複数のダイニングレストランを経営している若手実業家。実は康之介と佐代の実子。
矢神明人（やがみ あきと）〈29〉
演 - 染谷将太（幼少期：高木波瑠）
伯朗の母と康治の間にできた異父弟。楓の夫。
蔭山元美（かげやま もとみ）〈31〉
演 - 中村アン
池田動物病院で伯朗の助手を務める動物看護師。
支倉百合華（はせくら ゆりか）〈26〉
演 - 堀田真由
祥子と隆司の一人娘。
君津光（きみつ ひかる）〈27〉
演 - 結木滉星
矢神家の使用人。祥子と不倫関係。かつてはバー「Venus」でバーテンダーをしており、スピンオフ（後述）では兼業で再びバーテンダーを始める。
永峰杏梨（ながみね あんり）〈34〉
演 - 福田麻貴（3時のヒロイン）
矢神康治の専属看護師。隆司と愛人関係。
手島一清（てしま かずきよ）
演 - R-指定（Creepy Nuts）
伯朗の実父。画家。故人。
矢神佐代（やがみ さよ）〈61〉
演 - 麻生祐未
康之介の養女。実は康之介と愛人関係で勇磨の母。
兼岩順子（かねいわ じゅんこ）〈57〉
演 - 坂井真紀
禎子の妹。
支倉祥子（はせくら しょうこ）〈58〉
演 - 安蘭けい
康之介と後妻の娘。佐代と勇磨を憎んでいる。
支倉隆司（はせくら たかし）〈59〉
演 - 田口浩正
祥子の夫で介護施設グループを営む。
矢神牧雄（やがみ まきお）〈56〉
演 - 池内万作
康之介と後妻の間に産まれた息子。
矢神康之介（やがみ こうのすけ）
演 - 栗田芳宏
矢神家前当主。故人。
矢神康治（やがみ やすはる）〈68〉
演 - 栗原英雄
矢神家現当主。
矢神禎子（やがみ ていこ）
演 - 斉藤由貴
伯朗と明人の母。16年前に事故死。
矢神波恵（やがみ なみえ）〈66〉
演 - 戸田恵子（28歳時：宮瀬彩加）
康治の実妹。先妻の娘で矢神家の金庫番。
兼岩憲三（かねいわ けんぞう）〈65〉
演 - 小日向文世
伯朗の叔父。数学者。

### ゲスト
五十嵐真治（いがらし しんじ）
演 - 尾崎右宗（第2話）
刑事。
白川春乃（しらかわ はるの）
演 - 大和田南那（第3話）
明人・百合華の友人。
金森恵麻（かなもり えま）
演 - 中村里帆（第3話）
明人・百合華の友人。
関川（せきかわ）
演 - 榎木さりな（第5話）
診察に来たペットの飼い主。
池田幸義（いけだ ゆきよし）
演 - 辻萬長（第7話・第8話・最終話）
池田動物病院の院長。
伊本正則（いもと まさのり）
演 - 石井愃一（第7話）
「小泉の家」（禎子と順子の実家）の近隣に住む男性で、禎子の死後も康治の依頼で家を管理している。
仁村香奈子
演 - 西尾まり（第8話）
一清と同時期に実父が康治のクランケだった。
鶏四季の女将
演 - 山下容莉枝（第9話・最終話）
青砥で夫と焼き鳥屋を営む。かつては、警視庁捜査一課特殊犯捜査係の捜査員だった。
刑事
演 - 白石直也（第6話 - 最終話）、坂田聡（最終話）
捜査一課の刑事。

### スタッフ
- 原作 - 東野圭吾 『危険なビーナス』（講談社文庫刊）
- 脚本 - 黒岩勉
- 音楽 - 菅野祐悟
- 主題歌 - back number「エメラルド」（ユニバーサルシグマ）[8]
- 獣医監修 - 小林豊和（帝京科学大学）、グラース動物病院
- 法律監修 - 小林健太郎、矢野亜紀子
- 脳神経学監修 - 西脇俊二
- 医療監修 - 中澤暁雄
- 数学監修 - 寺野隆雄
- 警察監修 - 古谷謙一
- プロデューサー - 橋本芙美、高丸雅隆、久松大地（いずれも共同テレビ）
- 演出 - 佐藤祐市、河野圭太、北坊信一（いずれも共同テレビ）
- 編成 - 佐藤美紀、高橋秀光
- 製作 - 共テレ、TBS

### 放送日程
| 各話                                                                         | 放送日   | サブタイトル | EPG欄                                       | ラテ欄                                                          | 演出     | 視聴率 |
| ---------------------------------------------------------------------------- | -------- | ------------ | ------------------------------------------- | --------------------------------------------------------------- | -------- | ------ |
| 第1話                                                                        | 10月11日 | 異父弟の妻   | 突然現れた謎の美女… 欲望渦巻く謎のはじまり  | 30億の遺産を巡って繰り広げられる 予測不能のラブサスペンス       | 佐藤祐市 | 14.1%  |
| 第2話                                                                        | 10月18日 | 叔父の復讐   | 違う顔を見せる女… 敵か味方か?仕掛けられた罠 | 弟の妻の正体を暴け! 違う顔を見せる彼女…仕掛けられた罠!?         | 佐藤祐市 | 12.5%  |
| 第3話                                                                        | 10月25日 | 従妹の殺意   | 弟の妻が襲われた… 矢神の陰謀か女の嫉妬か?   | 弟の妻が襲われた! 矢神家の陰謀か? 女の嫉妬か!? 更なる危機       | 佐藤祐市 | 11.7%  |
| 第4話                                                                        | 11月01日 | 実母の形見   | 新たな失踪者! 次々と人が消える矢神家の闇…   | 新たな失踪者! 次々と人が消える矢神家の隠された闇を暴け!         | 河野圭太 | 11.0%  |
| 第5話                                                                        | 11月08日 | 小姑の矜持   | 遺産相続に大波乱!? 矢神家当主の殺害計画     | 当主殺害計画が今夜決行! 養父との過去に秘められた想い…           | 河野圭太 | 10.9%  |
| 第6話                                                                        | 11月15日 | 兄弟の約束   | 母は殺された!? 弟もその謎を追っていた…      | 母の死は殺人だった? 真相を追う弟が失踪した訳 矢神家に隠された謎 | 佐藤祐市 | 11.2%  |
| 第7話                                                                        | 11月22日 | 養女の秘密   | 母の死に隠された真相… 謎のメッセージの意味  | 母を殺した犯人に迫る!? 義父が残した謎の言葉16年前の秘密を暴け   | 河野圭太 | 10.9%  |
| 第8話                                                                        | 11月29日 | 実父の死因   | 実父の死にも重大な秘密!? 価値あるものの正体 | 実父の死にも重大な秘密! もっと価値あるものの正体とは?           | 北坊信一 | 10.9%  |
| 第9話                                                                        | 12月06日 | 義兄の意地   | 最終章突入! 義妹の正体を暴け! 最後の誓い    | 最終章!義妹の正体を暴け! 義父との誓い必ず弟を助け出す!          | 河野圭太 | 08.7%  |
| 最終話                                                                       | 12月13日 | 義妹の正体   | 衝撃の結末! 犯人は誰だ? 義妹の正体とは…?    | 今夜最終回! 犯人は誰だ? 義妹の正体は? 衝撃の真相とは!?          | 佐藤祐市 | 12.7%  |
| 平均視聴率 11.5%（視聴率はビデオリサーチ調べ、関東地区・世帯・リアルタイム） |          |              |                                             |                                                                 |          |        |

- 第1話は25分拡大（21:00 - 22:25、TBSテレビ以外は22:19で打ち切り）。
- 第2話は15分拡大（21:00 - 22:15、TBSテレビ以外は22:09で打ち切り）。

#### インターネット配信
| 配信元   | 配信期間 | 備考                 |
| -------- | -------- | -------------------- |
| TVer     | 7日      | 最新回限定で無料配信 |
| GYAO!    | 7日      | 最新回限定で無料配信 |
| TBS FREE | 7日      | 最新回限定で無料配信 |
| Paravi   | 過去分   | 有料配信             |

- TVer 2020年10-12月期 番組再生数ランキングで、計測期間内（2020年10月1日 - 12月31日）に961万回再生され、再生数第3位となった[12]。

### スピンオフドラマ
『安全なビーナス』（あんぜんなビーナス）のタイトルで、2020年10月25日の本編第3話の放送終了後からParaviで配信された。全7回。
本編には登場しないバー「Venus」を舞台に、ゲスト出演する本編のキャストが蒼井翔太演じるマスターのシェリーから提供されるカクテルを飲むことで心を開き、タイトルの通り安全なバーである「Venus（ビーナス）」で本編の裏話を暴露していく模様を描く。

#### キャスト（安全）
- シェリー（バー「Venus」のオーナー・バーテンダー） - 蒼井翔太[13]
- 君津光 - 結木滉星[14]
- ヒカル（声） - 天野七瑠

#### ゲスト（安全）
第1話
- 蔭山元美 - 中村アン（第5話・第6話・最終話）

第2話
- 支倉百合華 - 堀田真由（第6話・最終話）

第3話
- 永峰杏梨 - 福田麻貴（3時のヒロイン）

第4話
- 花子 - かなで（3時のヒロイン）
- 愛子 - 永尾まりや
- 理子 - 梶原ひかり

第5話
- 池田幸義 - 辻萬長

#### スタッフ（安全）
- 原作 - 東野圭吾 『危険なビーナス』（講談社文庫刊）
- 脚本 - 山本奈奈
- プロデューサー - 橋本芙美、久松大地、村木美砂（いずれも共同テレビ）
- 演出 - 北坊信一（共同テレビ）、吉田使憲
- 製作 - 共テレ、TBS

#### 配信日程
| 各話      | 配信日   | サブタイトル     | 演出     |
| --------- | -------- | ---------------- | -------- |
| glass I   | 10月25日 | 迷えるヒツジ     | 北坊信一 |
| glass II  | 11月01日 | 怒れるハリネズミ | 北坊信一 |
| glass III | 11月08日 | 病めるアルパカ   | 北坊信一 |
| glass IV  | 11月15日 | 恋するインコ     | 北坊信一 |
| glass V   | 11月22日 | 憂えるタヌキ     | 吉田使憲 |
| glass VI  | 11月29日 | 物思うフェネック | 吉田使憲 |
| glass VII | 12月13日 | 悩めるモノたち   | 吉田使憲 |

- 12月6日は新作の配信休止。

| TBS系 日曜劇場                                   | TBS系 日曜劇場                                                                                          | TBS系 日曜劇場                                         |
| 前番組                                           | 番組名                                                                                                  | 次番組                                                 |
| ------------------------------------------------ | --- | ------------------------------------------------------ |
| 半沢直樹（2020年版） （2020年7月19日 - 9月27日） | 危険なビーナス （2020年10月11日 - 12月13日） - ※初回から第3話までTBSテレビのみ終了時刻を22:00に繰り下げ | 天国と地獄 〜サイコな2人〜 （2021年1月17日 - 3月21日） |
| TBSテレビ 日曜 21:54 - 22:00                     | |                                                        |
| 私の翼たち （2019年4月7日 - 2020年9月27日）      | 危険なビーナス （2020年10月11日 - 10月25日）                                                            | スポーツを止めるな （2020年11月1日 - 12月27日）        |